# سیارک ۵۴۳۰
سیارک ۵۴۳۰ (به انگلیسی: 5430 Luu، نامگذاری:1988JA1) پنج هزار و چهارصد و سیمین سیارک کشف شده‌است که در ۱۲ مه ۱۹۸۸ کشف شد.
قدر مطلق سیارک برابر ۱۲٫۸۰ است.